# Montfiquet
Montfiquet (mɔ̃.fi.kɛⓘ) es una población y comuna francesa, situada en la región de Baja Normandía, departamento de Calvados, en el distrito de Bayeux y cantón de Balleroy.

## Demografía
| 118 | 95 | 94 | 80 | 87 | 90 |
| Para los censos de 1962 a 1999 la población legal corresponde a la población sin duplicidades (Fuente: INSEE [Consultar]) |    |    |    |    |    |